# Краусс, Карл фон
Карл фон Краусс, возведённый в пэры в 1834 году как рыцарь фон Краусс, с 1852 года барон фон Краусс (нем. Karl von Krauß; 13 сентября 1789, Львов — 5 марта 1881, Вена) — австрийский политик, юрист, доктор права, ректор Львовского университета (1830—1831).

## Биография
Он происходил из баварско-австрийской семьи государственных служащих; его отец занимал должность в коронной земле Галиции.
Он окончил юридический факультет Львовского университета в 1809 году. В 1809—1810 годах практикант канцелярии Львовской окружной управы; 1810—1815 годы стажер, 1833—1846 года президент Львовского земского суда; 1815—1818 годы — протоколист Земского суда; 1818—1822 земельный советник в г. Тарнув. В 1825—1834 годах директор юридического факультета, в 1830/31 академическом году — ректор Львовского университета. В 1826—1829 годах галицкий апелляционный советник, 1829—1833 годы галицкий камерпрокуратор, с 1846 года вице-президент, с 1867 года президент Высшего суда в Вене. В 1851—1857 годах — министр юстиции Австрии, а с 1857 года первый президент Высшего Судебного и кассационного двора.

## Семья
Его младший брат Филипп фон Краус (1792—1861), умерший 20 годами ранее, был императорским и королевским министром финансов в 1848—1851 годах, а его брат Франц был государственным служащим. Они происходили из баварско-австрийской семьи государственных служащих; их отец занимал должность в коронной земле Галиции. Сын Франца Франц фон Краусс стал начальником полиции Вены в 1885 году.

## Награды и отличия
- Шляхетские титулы: рыцарь (1834), барон (1852),
- Тайный советник (1843),
- Королевский венгерский орден Святого Стефана (1859)[5],
- Почётный гражданин Вены (8 апреля 1859),
- Канцлер Ордена Золотого руна (1862).